# Lengenfeld
Lengenfeld osztrák mezőváros Alsó-Ausztria Kremsvidéki járásában. 2025 januárjában 1398 lakosa volt. 

## Elhelyezkedése

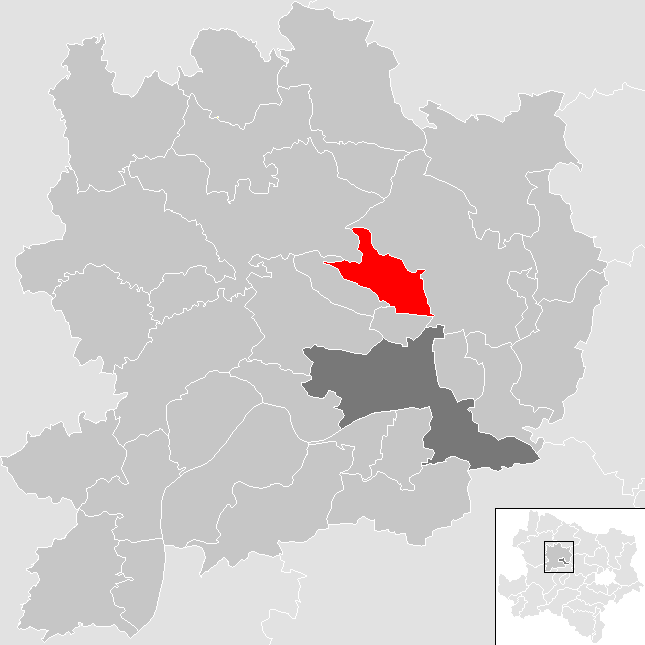
Lengenfeld a Kremsvidéki járásban

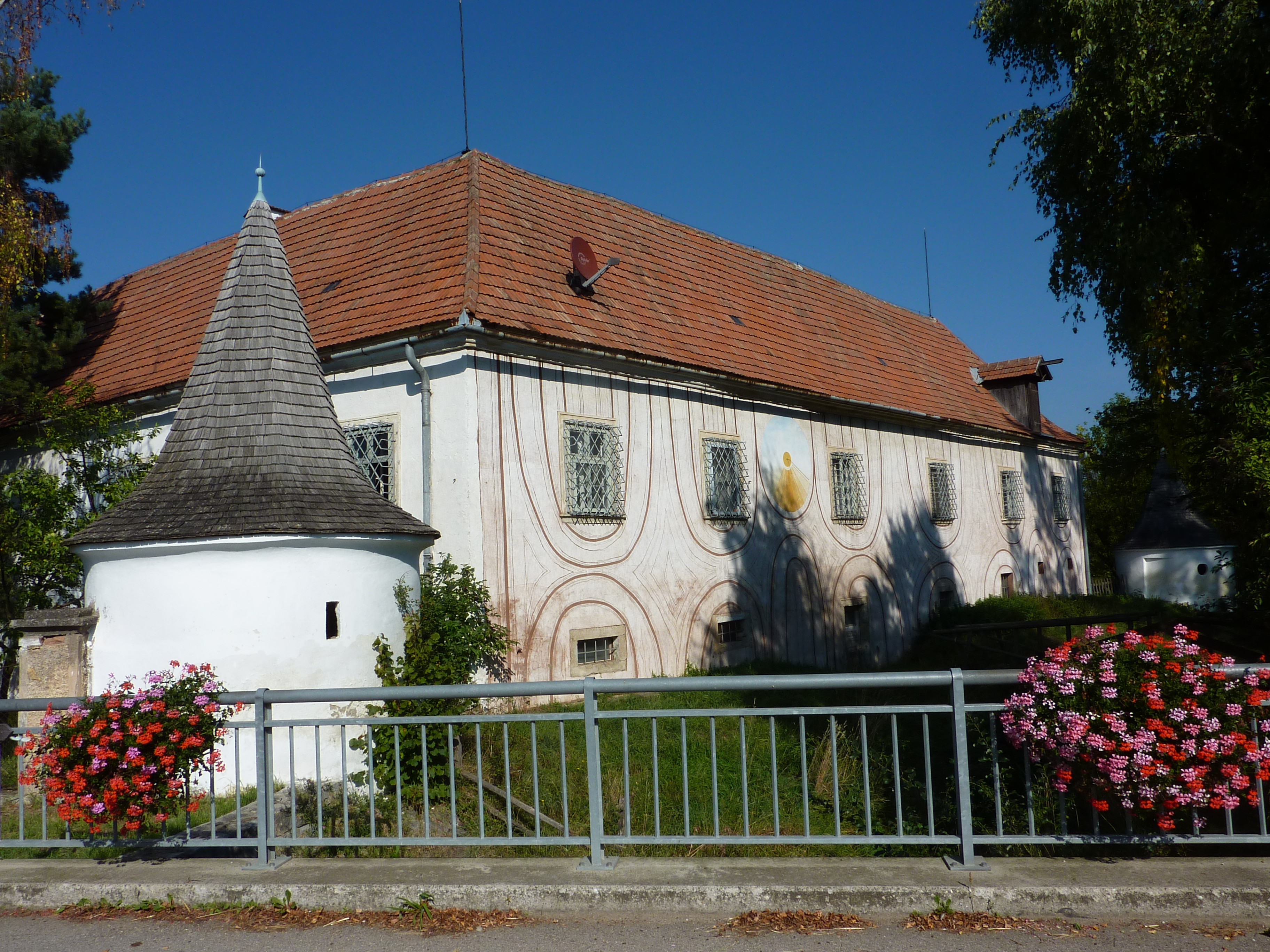
A lengenfeldi kastély

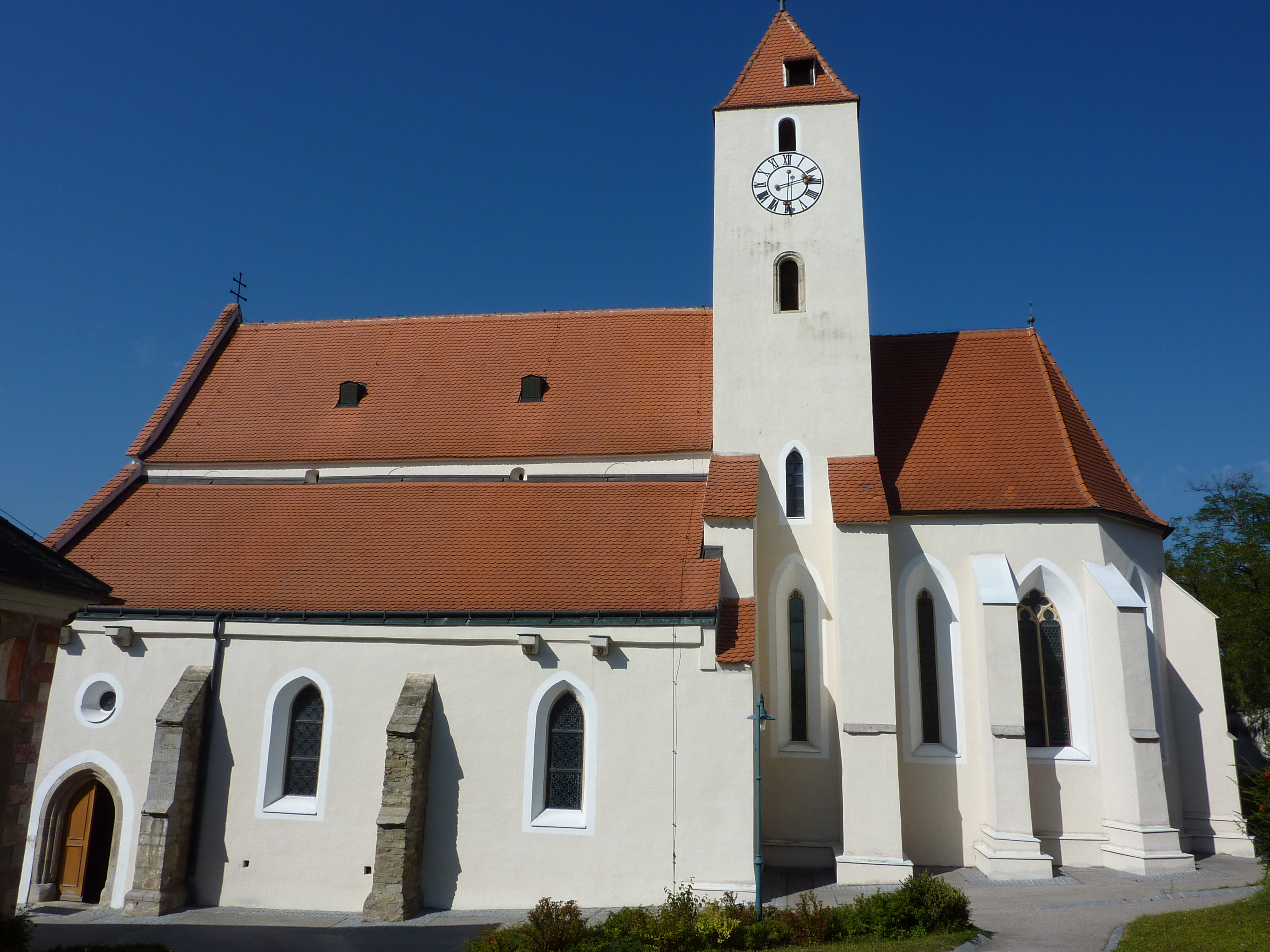
A Szt. Pongrác-plébániatemplom

Lengenfeld a tartomány Waldviertel régiójában fekszik Lengenfelderbach folyó mentén. Területének 41,2%-a erdő, 22,8% szőlő, 22,8% áll egyéb mezőgazdasági művelés alatt. Az önkormányzathoz csak egyetlen település tartozik. 
A környező önkormányzatok: keletre Langenlois, délre Stratzing, nyugatra Droß, északnyugatra Gföhl.

## Története
Lengenfeldet 1133/38-ban említik először egy oklevélben szereplő tanú nevében. 1171-ben már jelentős volt bortermelése. 1493 körül Georg von Seisenegg szerezte meg az uradalmat és kérésére I. Miksa császár mezővárosi jogokat adományozott a településnek. 1535-ben Bernhard Beheim von Friedesheim kezére került. A 16. század második felében a Lengenfelden átvezető út mentén épült meg a Neue Schloss (Új kastély). Ekkor a településen 158 házat számláltak össze.  A harmincéves háború kitörése után, 1620-ban a protestáns Friedesheimektől elkobozták birtokaikat és Lengenfeldet két évvel később a kremsi jezsuitáknak adták át; ők nekifogtak a lakosság újrakatolizálásának. 1645-ben a svédek kifosztották a mezővárost. A lakott házak száma 1683-ra 65-re csökkent. 1773-ban, a jezsuita rend felszámolása után az uradalom a Habsburgokra szállt vissza. 1808-ban a Summerau-Ulm-Erbach bárók szerezték meg. Az 1848-as forradalmat követően felszámolták a feudális birtokrendszert és 1850-ben megalakult Lengenfeld önkormányzata.
Lengenfeld 1984-ben kapta a címerét. 

## Lakosság
A lengenfeldi önkormányzat területén 2025 januárjában 1398 fő élt. Lakosságszáma 2001 óta 1400 körül stagnál. 2022-ben az ittlakók 93,9%-a volt osztrák állampolgár; a külföldiek közül 1,1% a régi (2004 előtti), 3,4% az új EU-tagállamokból érkezett. 1% a volt Jugoszlávia (Horvátország és Szlovénia kivételével) vagy Törökország; 0,6% egyéb ország polgára volt. 2001-ben a lakosok 92,4%-a római katolikusnak, 1,2% evangélikusnak, 0,2% ortodoxnak, 0,1% mohamedánnak, 4,8% pedig felekezeten kívülinek vallotta magát. Ugyanekkor a legnagyobb nemzetiségi csoportot a német anyanyelvűeken (98,4%) kívül a magyarok alkották 5 fővel (0,4%).  
A népesség változása:

| 2016 | 1 418 |
| 2018 | 1 412 |

## Látnivalók
- a lengenfeldi kastély
- a Szt. Pongrác-plébániatemplom